# Apterona pusilla
Apterona pusilla är en fjärilsart som beskrevs av Adolph Speyer 1886. Apterona pusilla ingår i släktet Apterona och familjen säckspinnare. Inga underarter finns listade i Catalogue of Life.